# Batis celluda de banda ampla
La batis celluda de banda ampla (Platysteira laticincta) és un ocell de la família dels platistèirids (Platysteiridae).

## Hàbitat i distribució
Viu a les clarianes del bosc, incloent els de rivera, a les muntanyes fins 1800 m, al sud de Camerun.